# Pouze
Pouze – miejscowość i gmina we Francji, w regionie Oksytania, w departamencie Górna Garonna.
Według danych na rok 1990 gminę zamieszkiwało 75 osób, a gęstość zaludnienia wynosiła 20 osób/km² (wśród 3020 gmin regionu Midi-Pireneje Pouze plasuje się na 988. miejscu pod względem liczby ludności, natomiast pod względem powierzchni na miejscu 1591.).